# Platylygus usingeri
Platylygus usingeri är en insektsart som beskrevs av Knight 1970. Platylygus usingeri ingår i släktet Platylygus och familjen ängsskinnbaggar. Inga underarter finns listade i Catalogue of Life.